# Kaija Parve
Kaija Parve –en ruso, Кайя Парве– (Tallinn, 14 de junio de 1964) es una deportista soviética, de origen estonio, que compitió en biatlón. Ganó nueve medallas en el Campeonato Mundial de Biatlón entre los años 1984 y 1988.

## Palmarés internacional
| Campeonato Mundial | Campeonato Mundial  | Campeonato Mundial | Campeonato Mundial |
| Año                | Lugar               | Medalla            | Prueba             |
| ------------------ | ------------------- | ------------------ | ------------------ |
| 1984               | Chamonix (Francia)  | Medalla de oro     | Relevos            |
| 1985               | Egg am Etzl (Suiza) | Medalla de oro     | Individual         |
| 1985               | Egg am Etzl (Suiza) | Medalla de oro     | Relevos            |
| 1985               | Egg am Etzl (Suiza) | Medalla de plata   | Velocidad          |
| 1986               | Falun (Suecia)      | Medalla de oro     | Velocidad          |
| 1986               | Falun (Suecia)      | Medalla de oro     | Relevos            |
| 1987               | Lahti (Finlandia)   | Medalla de oro     | Relevos            |
| 1987               | Lahti (Finlandia)   | Medalla de plata   | Individual         |
| 1988               | Chamonix (Francia)  | Medalla de oro     | Relevos            |